# Metro de Bielefeld
El Metro de Bielefeld és un Stadtbahn, és a dir, un metro lleuger o tramvia urbà, que cobreix l'àrea urbana de la ciutat de Bielefeld (Rin del Nord-Westfàlia, Alemanya).

## Línies

Plànol de línies.

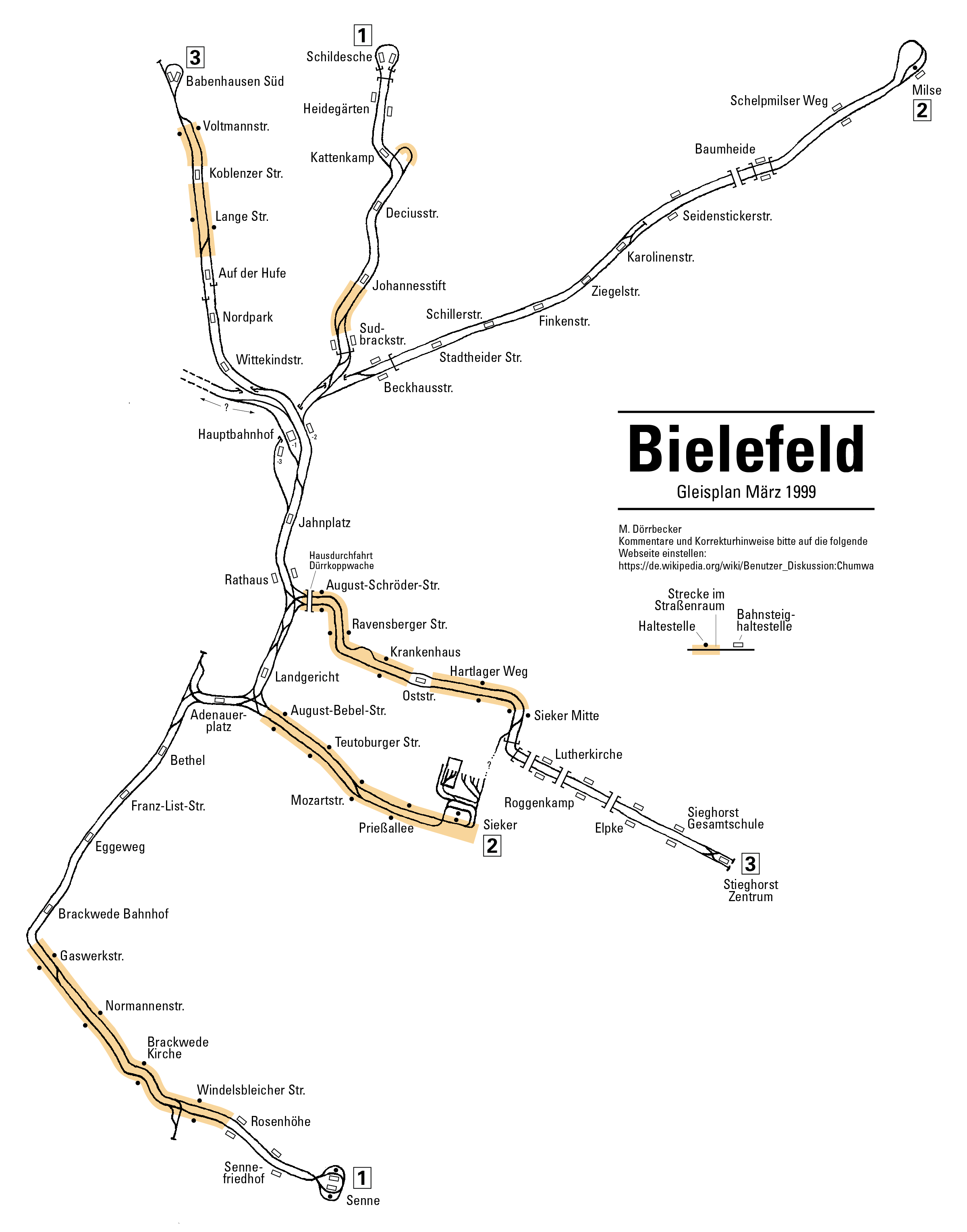
Esquema de 1999, sense la línia 4. Els trams no soterrats, en groc.

## Galeria d'imatges

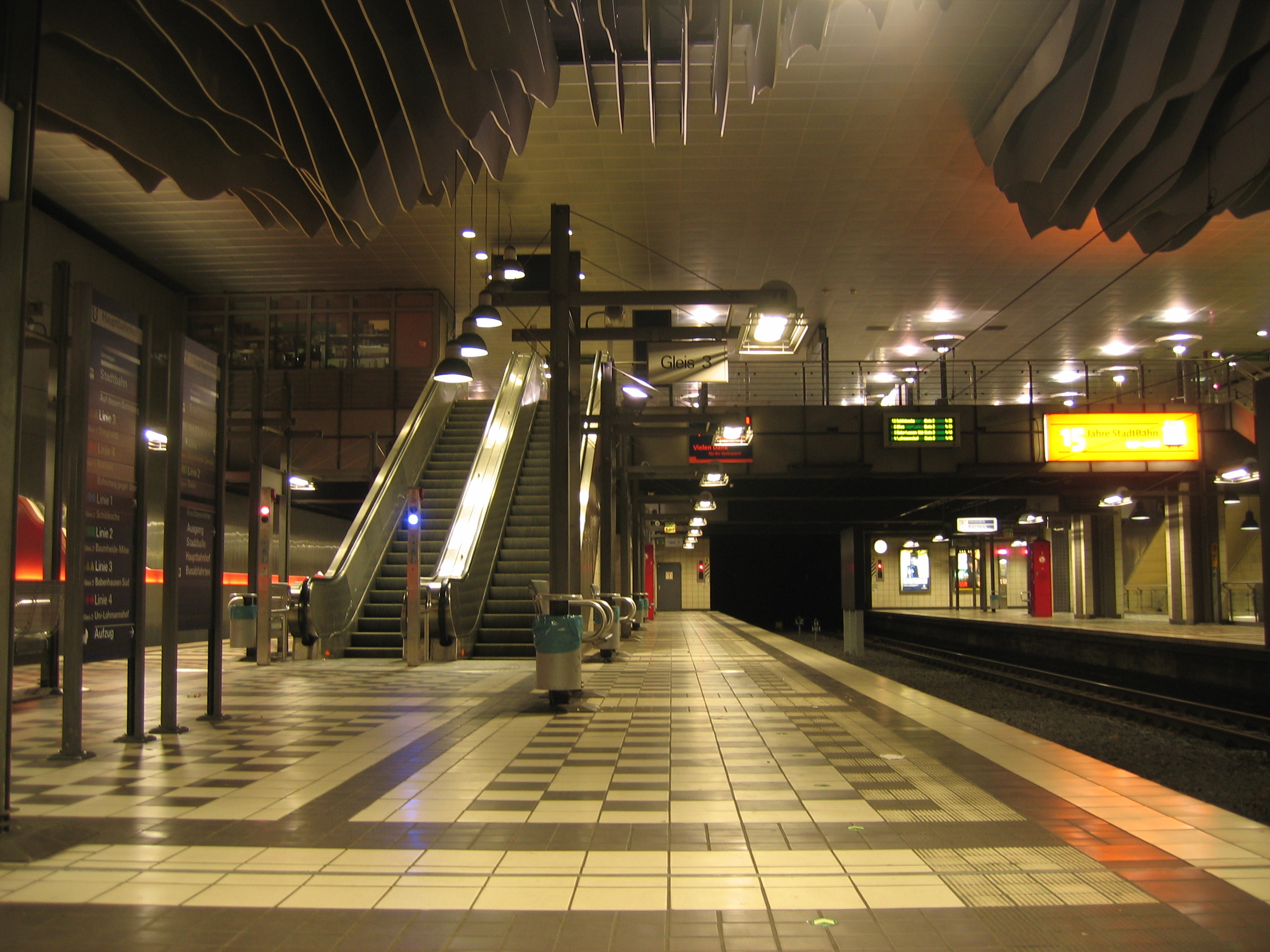
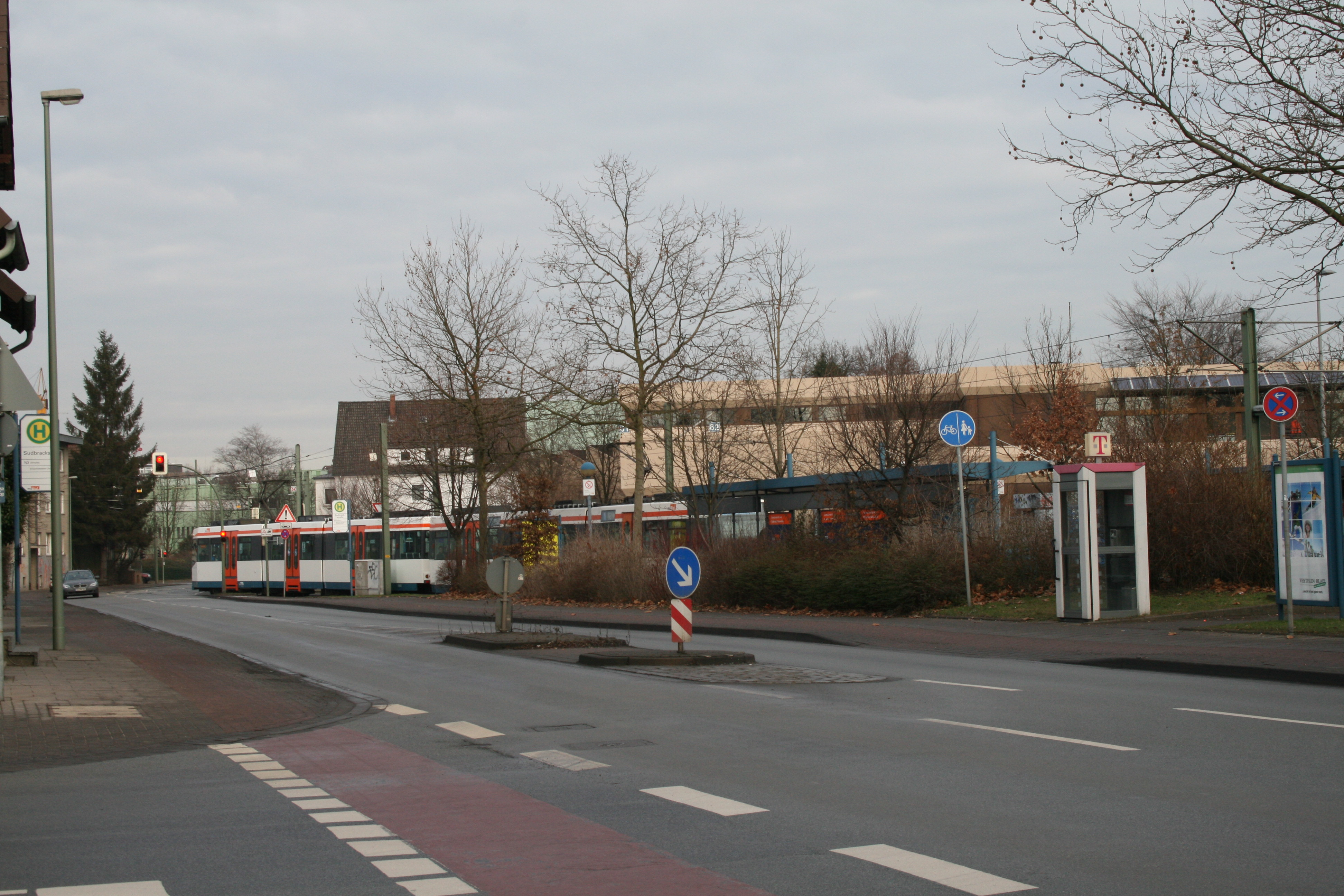
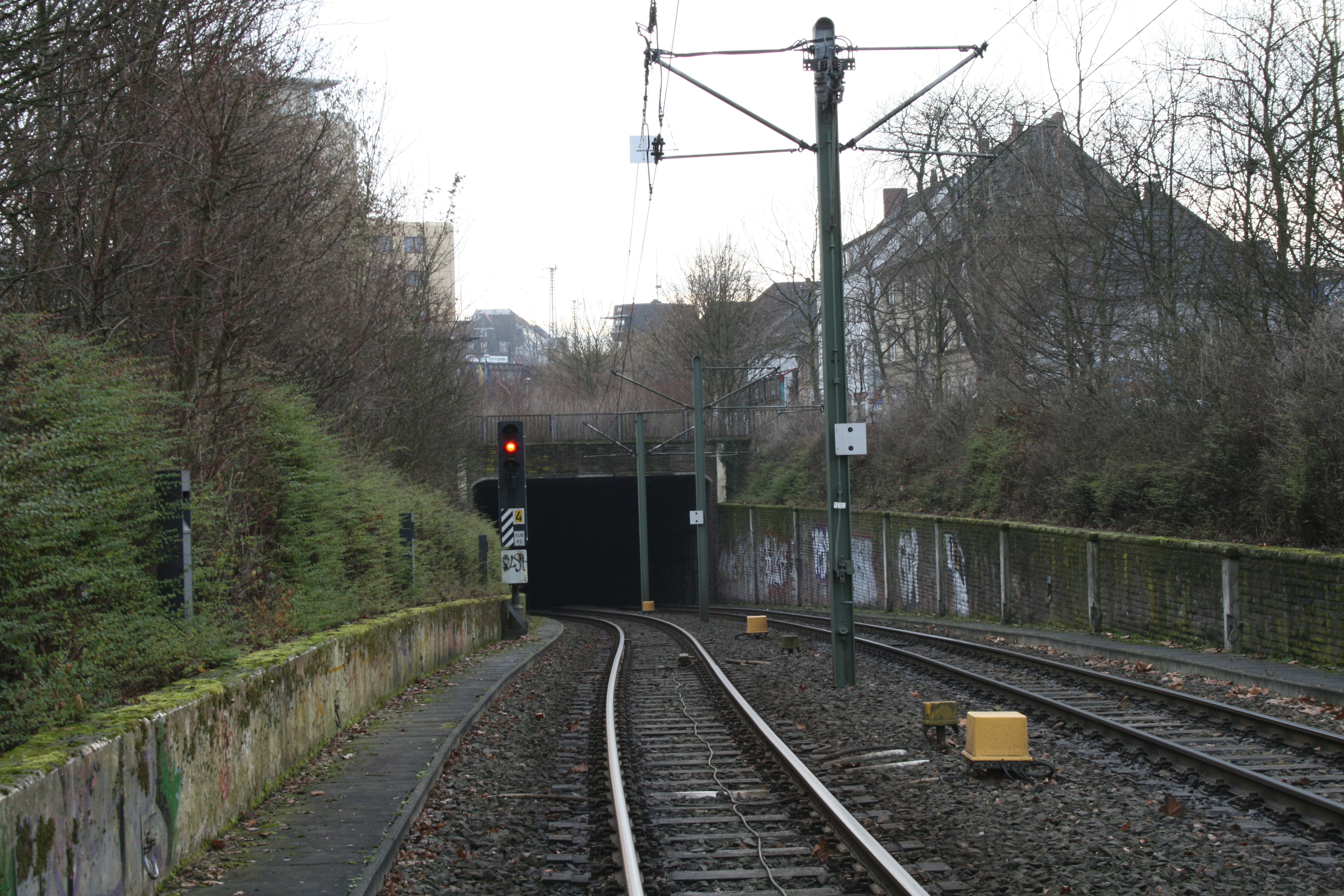
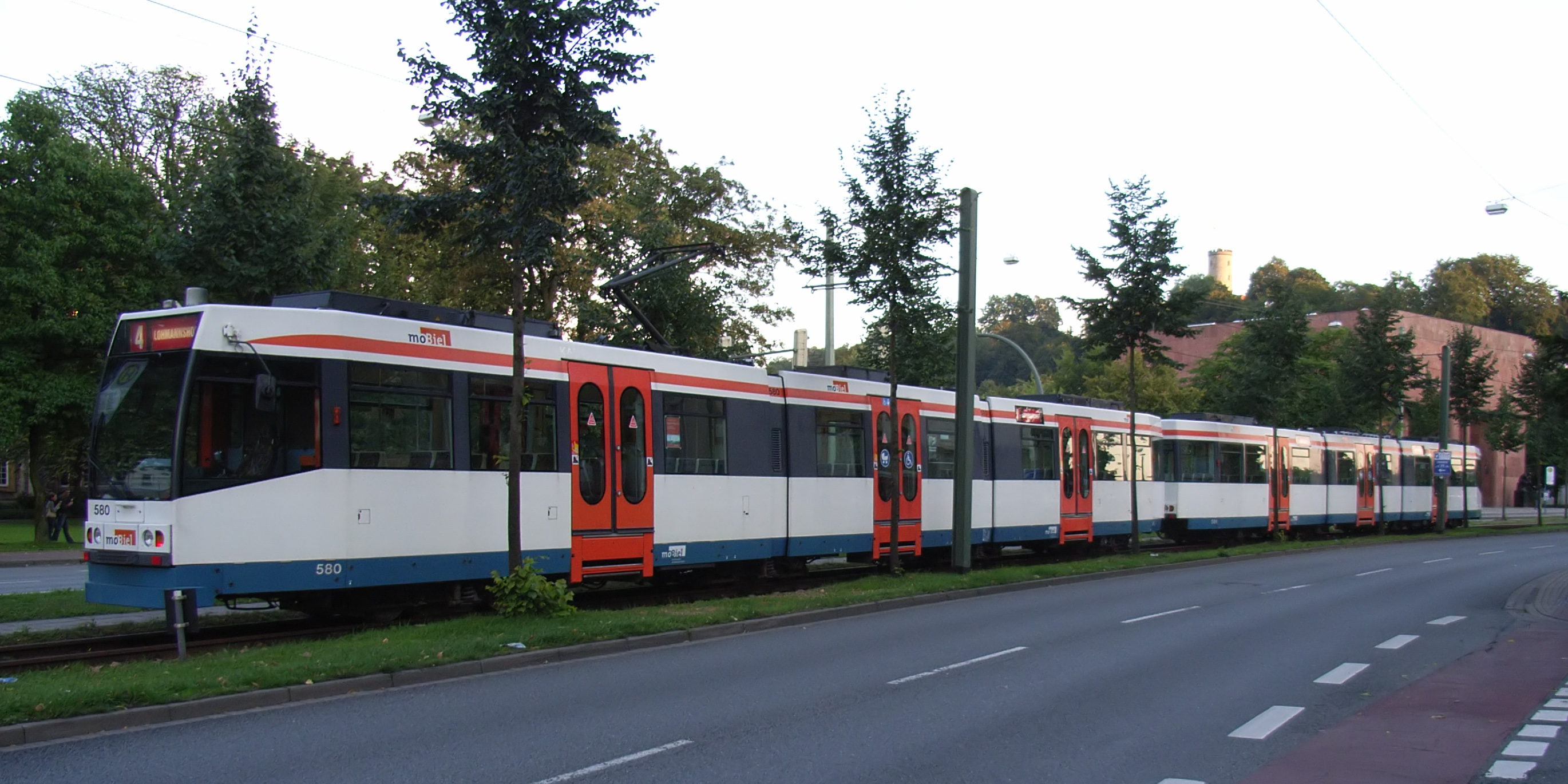
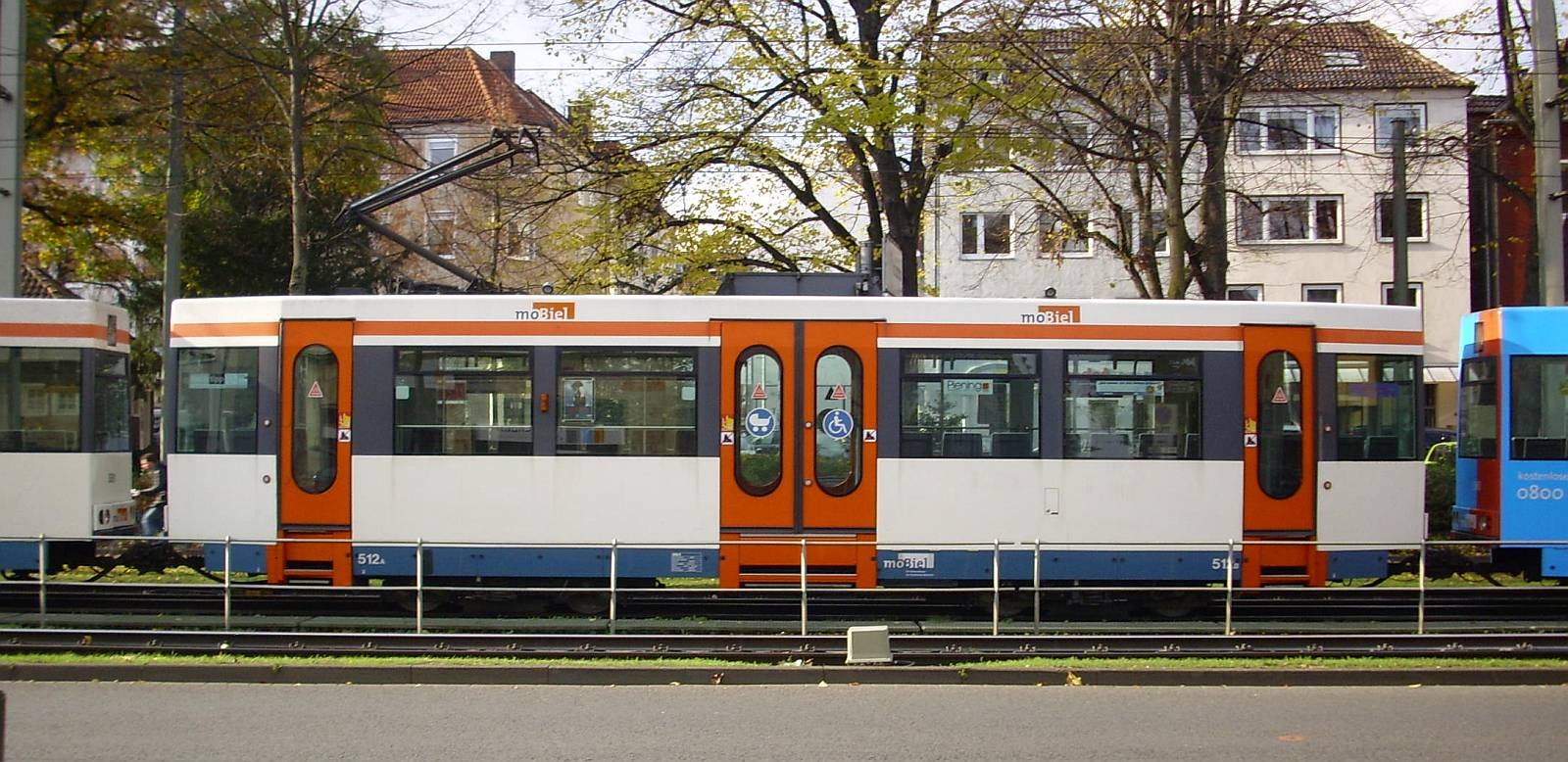